# 新圩镇 (蒙山县)
新圩镇，是中华人民共和国广西壮族自治区梧州市蒙山县下辖的一个乡镇级行政单位。

## 行政区划
新圩镇下辖以下地区：
新圩村、双垌村、坝头村、谢村、四联村、古定村、貌仪村、壮村和六桂村。